# Textvariante
Textvarianten entstehen, wenn Abschreiber absichtlich oder unabsichtlich Änderungen am Text vornehmen, den sie kopieren. Einige übliche Änderungen sind die Löschung oder Wiederholung von Wörtern, wenn die Augen des Schreibers zu einem ähnlichen Wort an der falschen Stelle im Originaltext zurückkehren. Erreicht er ein früheres Wort, so kommt es zu einer Wiederholung (Dittographie). Bei einem späteren Wort erzeugt er eine Lücke oder Auslassung. Mitunter fügt ein Abschreiber Text aus seinem Gedächtnis einer ähnlichen Stelle oder Parallelstelle eines anderen Ortes ein. Manchmal ändern sich die Aussprachen oder Synonyme werden ersetzt. Auch wird ein Pronomen in das passende Nomen verändert. So wird aus „er sagte“ später „Jesus sagte“.
Obwohl der Umfang an Textvarianten ganze Bände füllen würde, so sind doch die Änderungen in der Bedeutung sehr gering. Übersetzungen verschiedener Textfamilien kann man leicht nebeneinander lesen.
Origenes war einer der ersten, die die Unterschiede zwischen den Handschriften des Neuen Testaments anmerkte und seine Vorlieben unter den Lesarten bekanntmachte. Im Matthäus 27,16-17 bevorzugte er „Barabbas“ gegenüber „Jesus Barabbas“ (In Matt. Comm. ser. 121). In Johannes 1,28 bevorzugte er „Bethabara“ anstatt von „Bethanien“ als Ort der Taufen des Johannes (Commentary on John VI.40 (24)). Auch hielt er „Gergeza“ passender als „Geraza“ oder „Gadara“ (Commentary on John VI.40 (24)). Origenes notierte zwei unterschiedliche Lesarten in Hebräer 2,9 „getrennt von Gott“ und „durch die Gnade Gottes“.
Mill schätzte die Anzahl der Variationen des Neuen Testaments auf 30.000. Eberhard Nestle geht von einer Zahl um 150.000 bis 200.000 aus. In neuerer Zeit spricht Ehrman von 400.000 Variationen.

## Beispiel Matthäusevangelium
Matthäus 1,24
- ἐγερθεὶς („erwachte“) – א, B, C, Z, 071, f1
- διεγερθεὶς („wurde geweckt“) – C3, D, L, W, 087, f13, Manuskripte des Byzantiner Texttyps

Matthäus 1,25
- υἱὸν („Sohn“) – א, B, Z, 071, f1, f13, 33
- τὸν υἱὸν αὐτῆς τὸν πρωτότοκον („ihren erstgeborenen Sohn“) – C, D, K, L (omit αὐτῆς), W, Δ, Π, 28, 565, 700, 892, 1009, 1010, 1071, 1079, 1195, 1216, 1230, 1241, 1242, 1365, 1646, 2148, 2174, Byz, Lect, ℓ 70, ℓ 185, ℓ 333, ℓ 1761, itaur, f, ff1, vg

Matthäus 5,47
- ἐθνικοί („Nationen“) – א, Β, Δ, f1, 33, 892, 1071, 1216, 1230, 1241, 1365, it, vg
- τελῶναι („[die] Zöllner“) – Κ, L, W, Δ, Θ, Π, f13, 28, 565, 700, 1009, 1010, 1079, 1195, 1242, 1546, 1646, 2148, 2174, Byz, Lect, ith, syrp, goth, geo